# Dotetrakontan
Dotetrakontan (CH3(CH2)40CH3) (sumární vzorec C42H86) je uhlovodík patřící mezi alkany, má 42 uhlíkových atomů v molekule.